# Mniów
Mniów è un comune rurale polacco del distretto di Kielce, nel voivodato della Santacroce.
Ricopre una superficie di 95,27 km² e nel 2006 contava 9 249 abitanti.